# Норсвик Парк (станция метро)
«Норсвик Парк» (англ. Northwick Park) — станция лондонского метро на линии «Метрополитен» между «Харроу-он-зе-Хилл» и «Прэстон-роуд», которая находится в непосредственной близости к больнице Норсвик Парк, университету Вестминстера. На станции останавливаются не все поезда линии «Метрополитен» — «ускоренные» поезда здесь не останавливаются. Относится к четвёртой тарифной зоне.

## История станции
С 1923 по 1937 годы станция называлась «Норсвик Парк и Кентон».

## Галерея

Станция «Норсвик-парк»
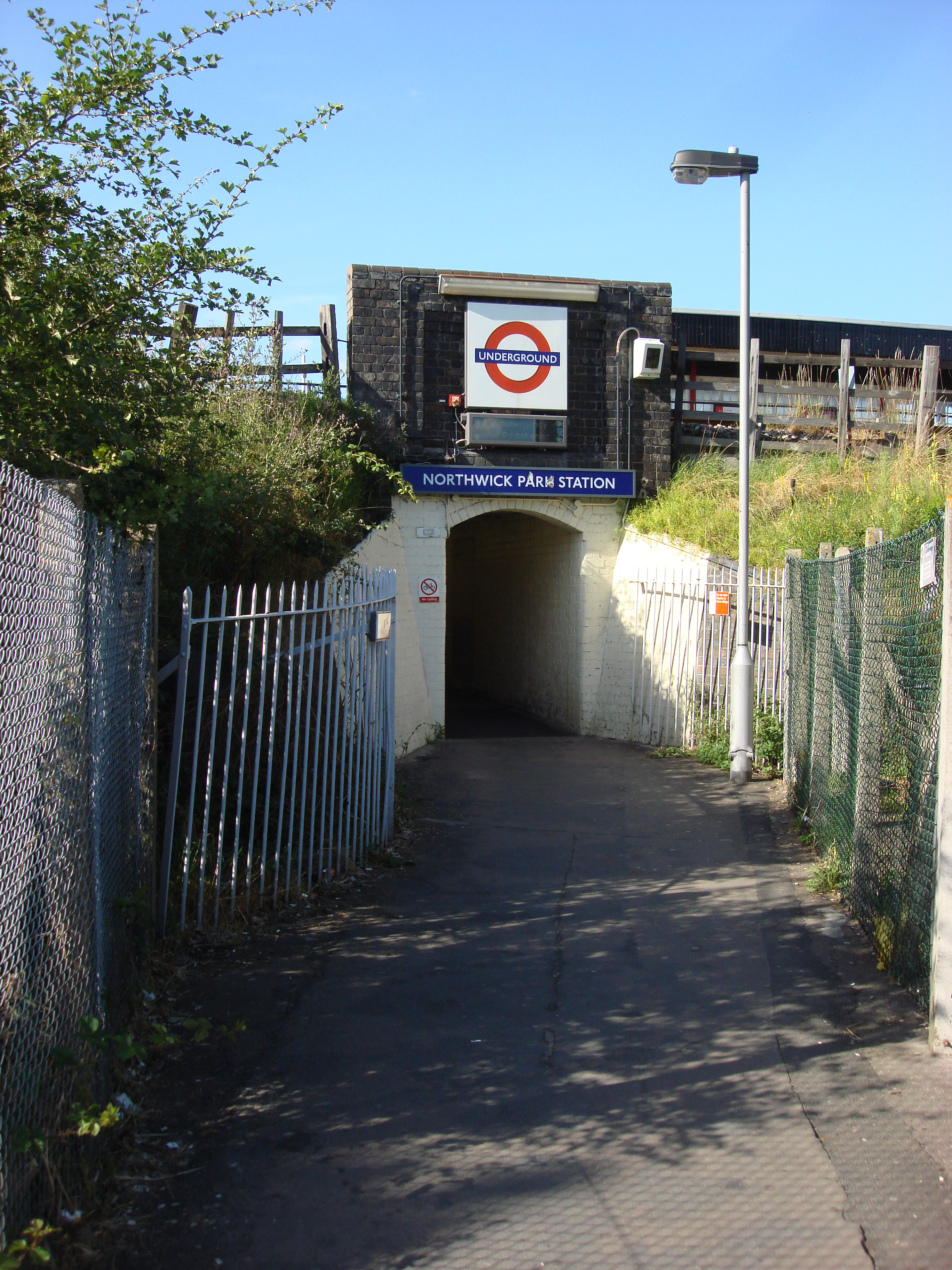
Южный вход
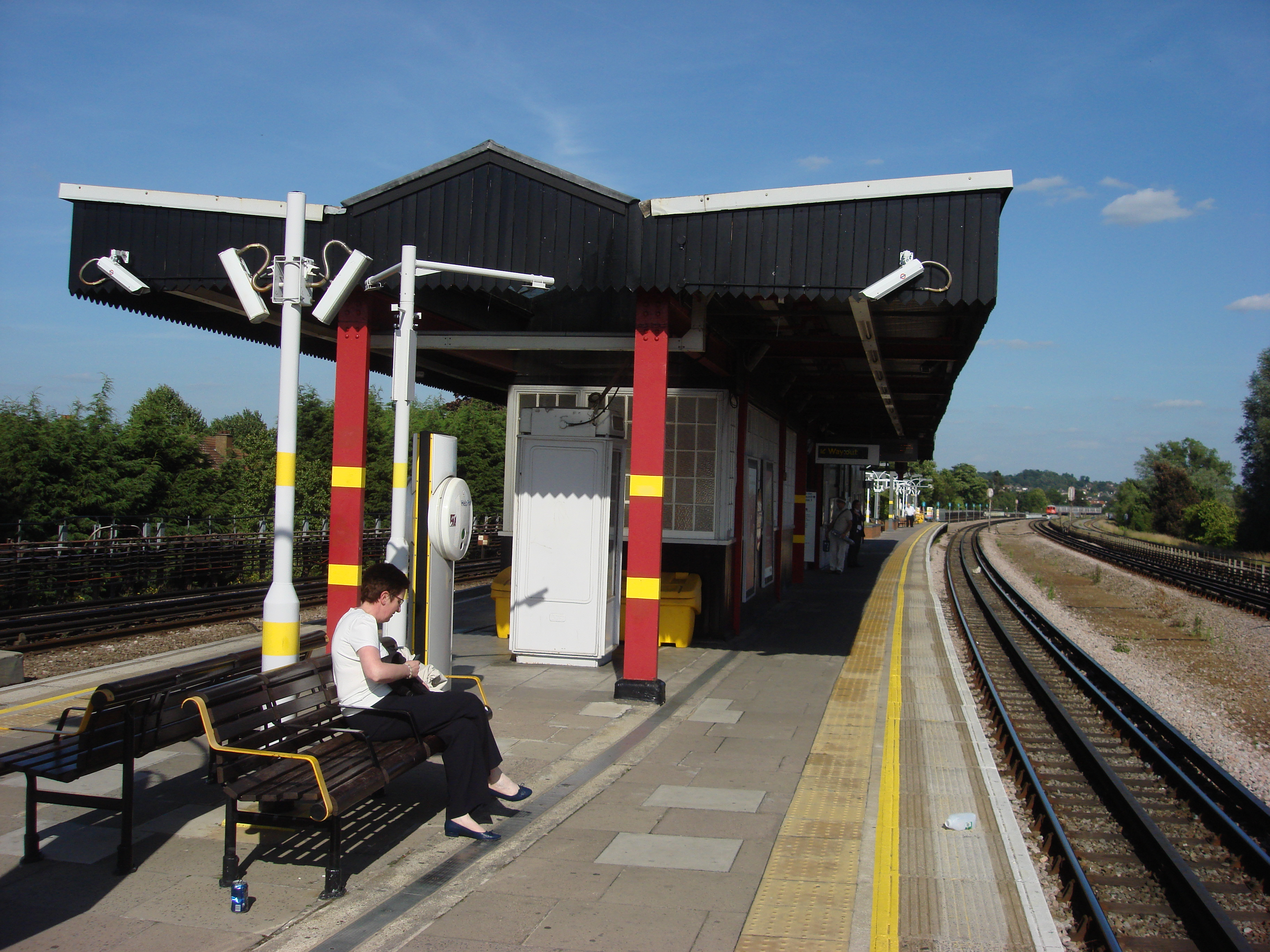
Навес над платформой
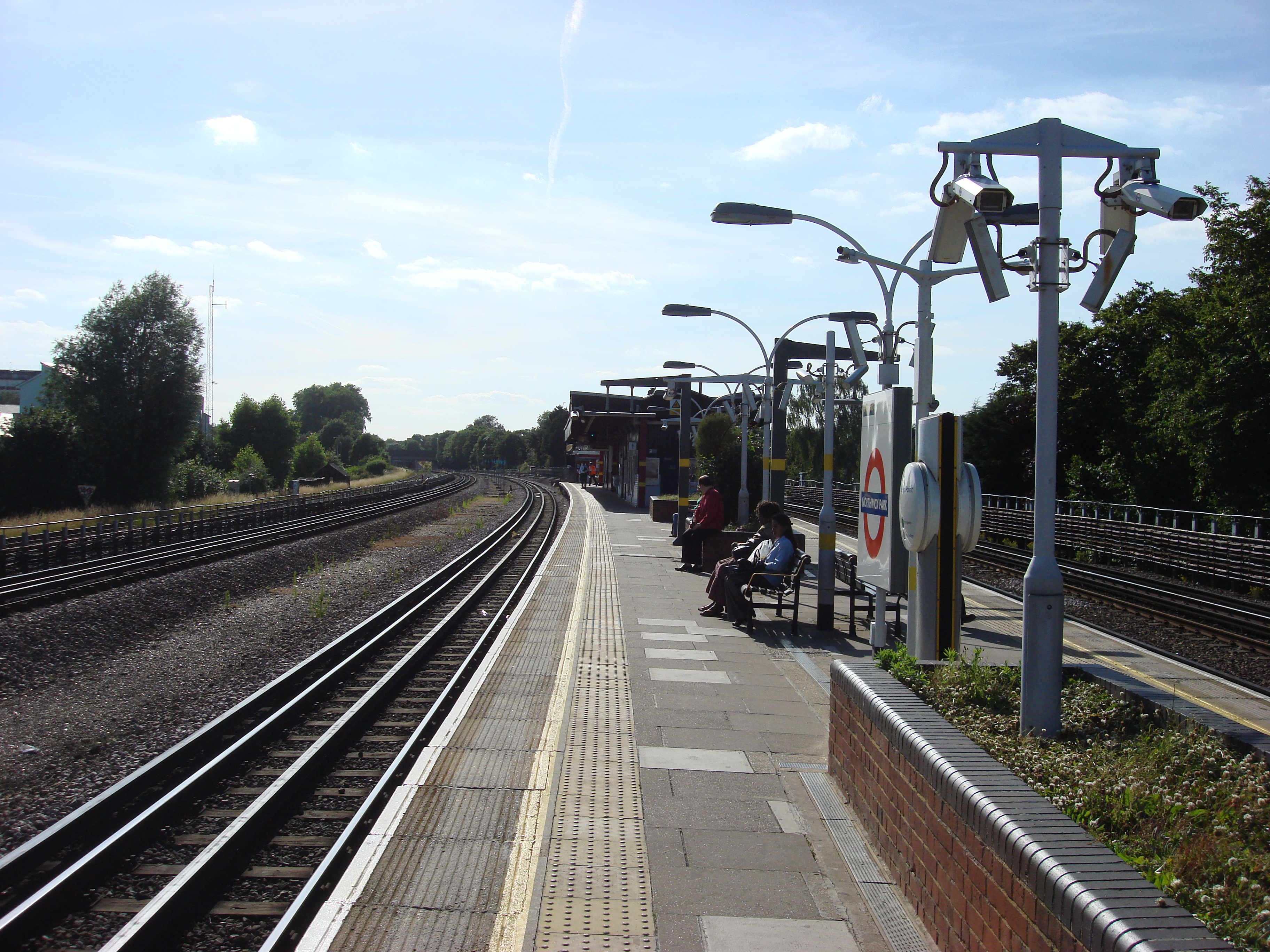
Платформа
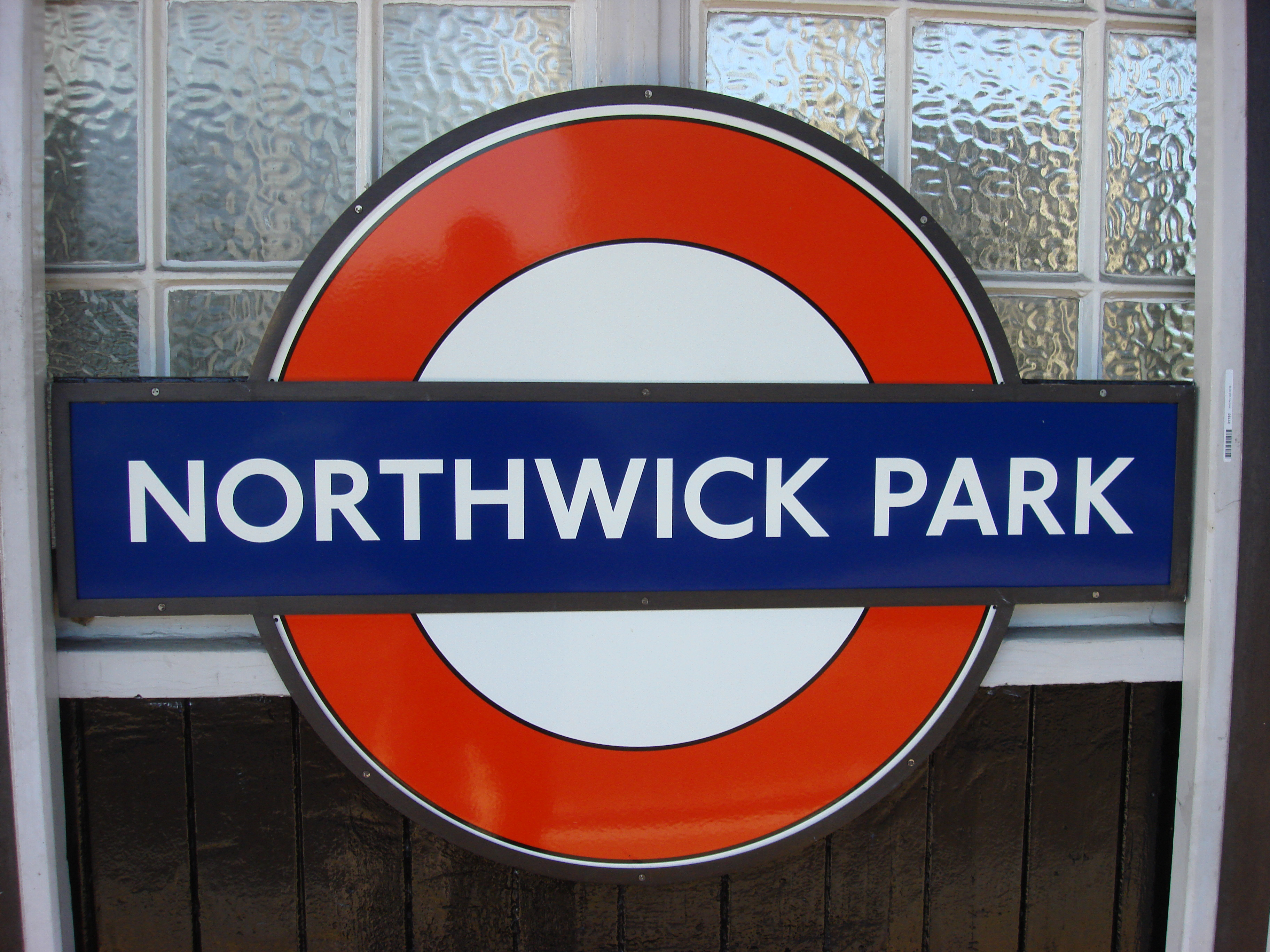
Рондель станции